# Іван Костов
Іва́н Йо́рданов Ко́стов (нар. 23 грудня 1949) — болгарський політичний діяч, прем'єр-міністр країни з 21 травня 1997 до 24 липня 2001 року. Лідер партії Союз демократичних сил (СДС) з 1994 до 2001 року, а з 2004 — партії Демократи за сильну Болгарію (ДСБ). Народний представник у 7-х Великих Народних зборах (1990—1991) і 36-х (1991—1994), 37-х (1994—1997), 38-х (1997), 39-х (2001—2005) та 40-х (з 2005) Звичайних Народних зборах.